# 漆元中
漆元中（16世紀—16世紀），字維嵩，號鍾吾，江西瑞州府新昌縣人，明朝政治人物。

## 生平
漆元中是嘉靖四十年（1561年）辛酉科江西鄉試舉人，萬曆四年（1576年）授湘鄉知縣，有督糧御史到縣時欺侮長吏，漕卒橫索鄉賦，人人心神沮喪，他獨力抗爭，五年（1577年）謫海鹽教諭，教育士子嚴於取予、崇尚氣節，有學生到廟宇謁見官員，他得知後先行在廟門揭發對方，使其自愧不敢言而放棄謁見，上級重視他的賢能，署崇德、桐鄉兩縣事有聲譽，他卻因得罪漕運御史遷教諭，被勒令致仕。

## 引用
1. 1 2  道光《新昌縣志·卷十一·人物志》：舉人 明……嘉靖四十年辛酉科……漆元中，字維嵩，號鍾吾，縣治人，初令湘鄉，有治粟使者臨邑凌轢長吏，漕卒橫索鄉賦，人人色沮，元中獨抗顏力諍，以此致改海鹽教諭，當路重其賢，委署崇德、桐鄉兩篆並著賢聲，未幾拂衣歸。
2. ↑  光緒《海鹽縣志·卷十四·名宦錄》：漆元中，新昌人，舉人萬厯中以湘鄉令改教諭，嚴取予、敦氣節，士有伺有司謁廟請事者，元中聞之先揭其人於廟門，使其自愧不敢言而罷，後署崇德，以長揖漕使者遷教諭，勒致仕去。